# 肩車

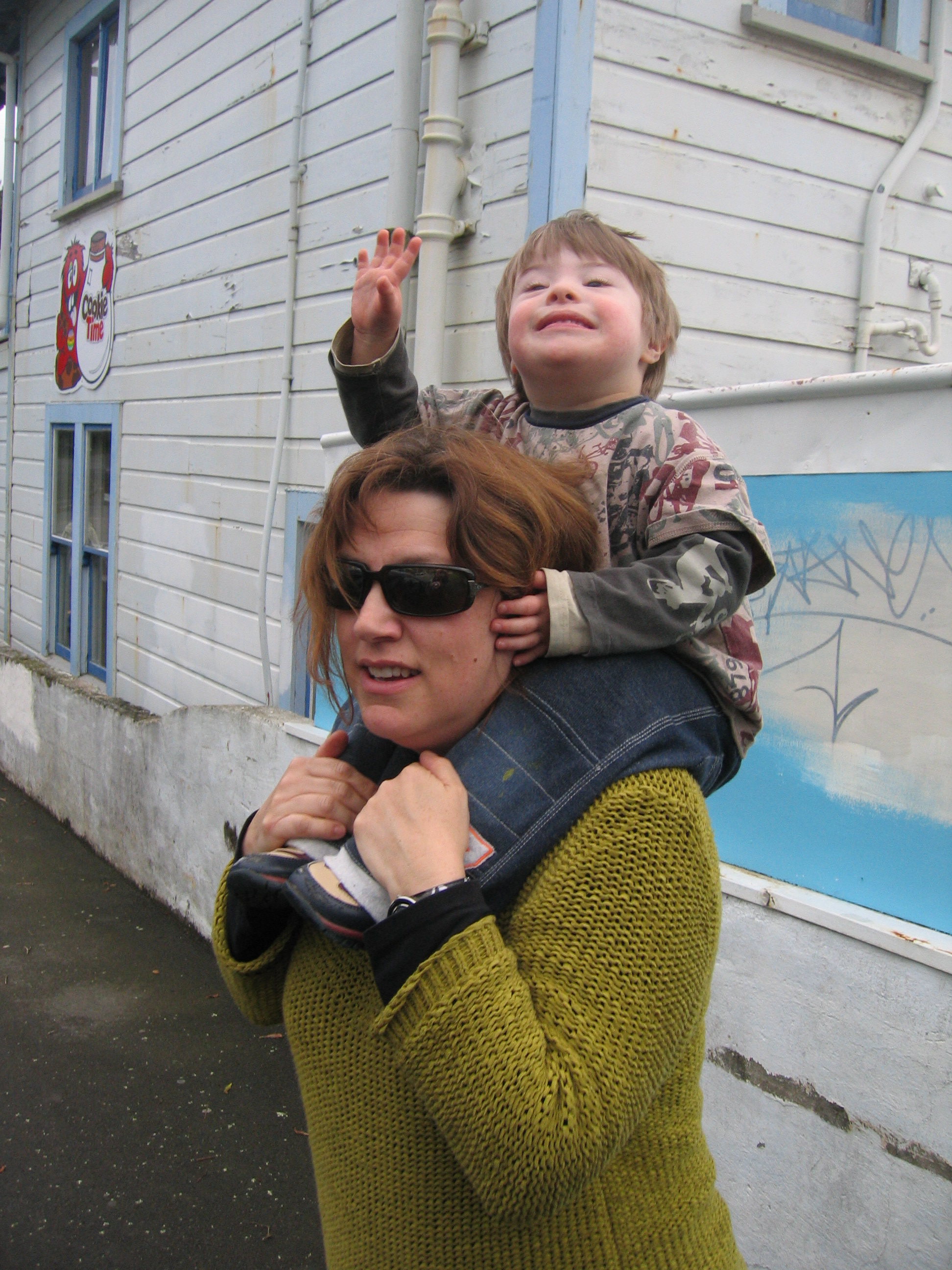
子供を肩に担ぐ「肩車」

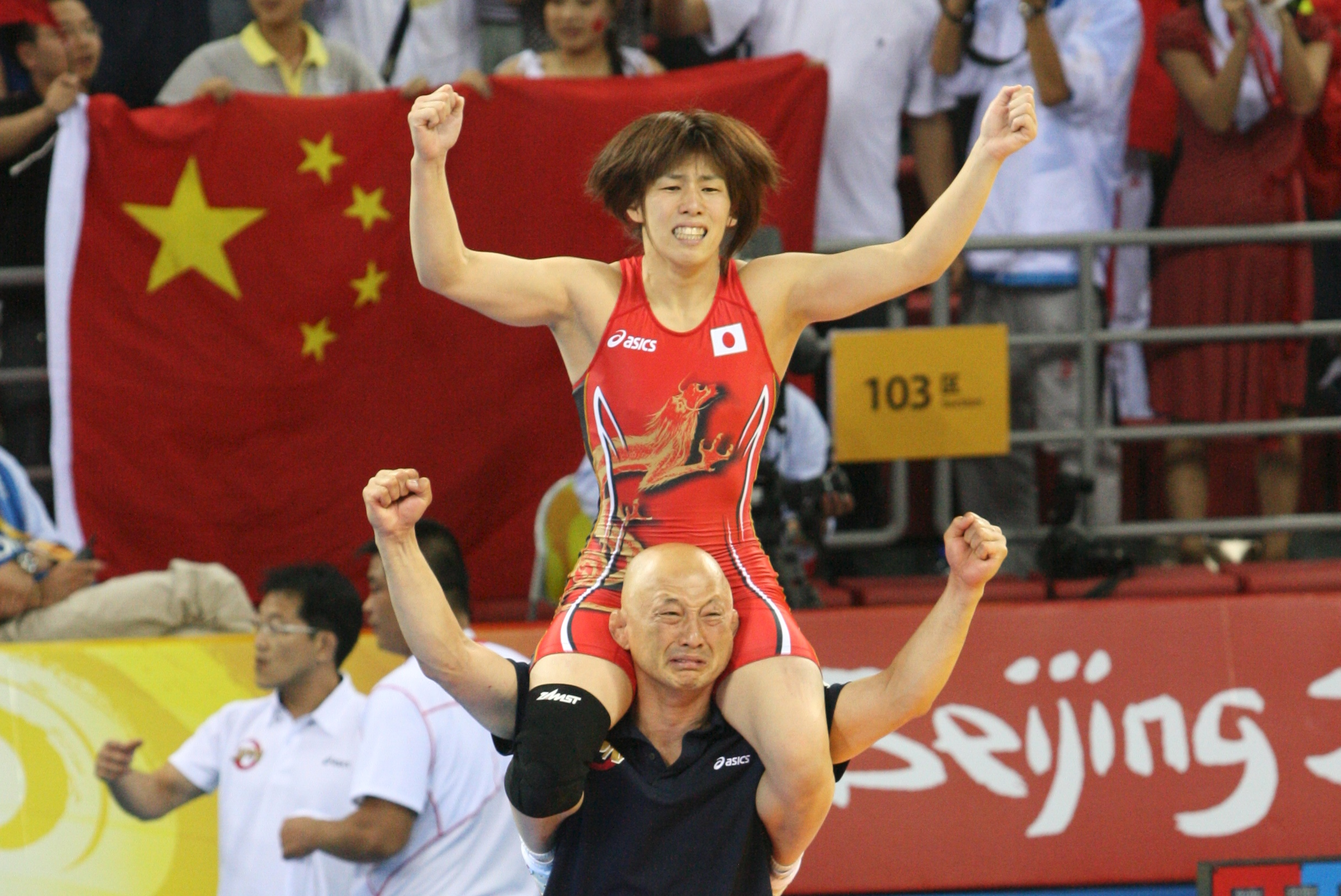
大人同士による「肩車」
（上は吉田沙保里、下は栄和人）

肩車（かたぐるま）は、一人の人物（主に子供）をもう一人の人物（主に大人）の肩の上に座らせるように担ぐ行為。
肩車は古くは肩首と称した。義経記には平泉寺見物のくだりでその記述がある。肩車と称するようになったのは江戸時代中期以降のこととされる。
日本語の方言においては「かたぐるま」の他、「かたくま」、「てぐるま」という用例もあり、手車という昔の遊びとの関連性が指摘されている。稀な用例としては「おちごさん」があり、肩車という行為には、子供を不浄な地面から遠ざけるという宗教的な意味が存在したという指摘もある。祭りとの関係を推測させる用例としては、「でんでん」や「ちろろ」などがある。小学校と中学校では組体操の技の一つとしてしばし運動会や体育祭で披露されている。
江戸時代の東海道大井川など橋のない川を渡るために、川越人足に担いでもらい川を渡る手段としても用いられた。